# Креольська мова

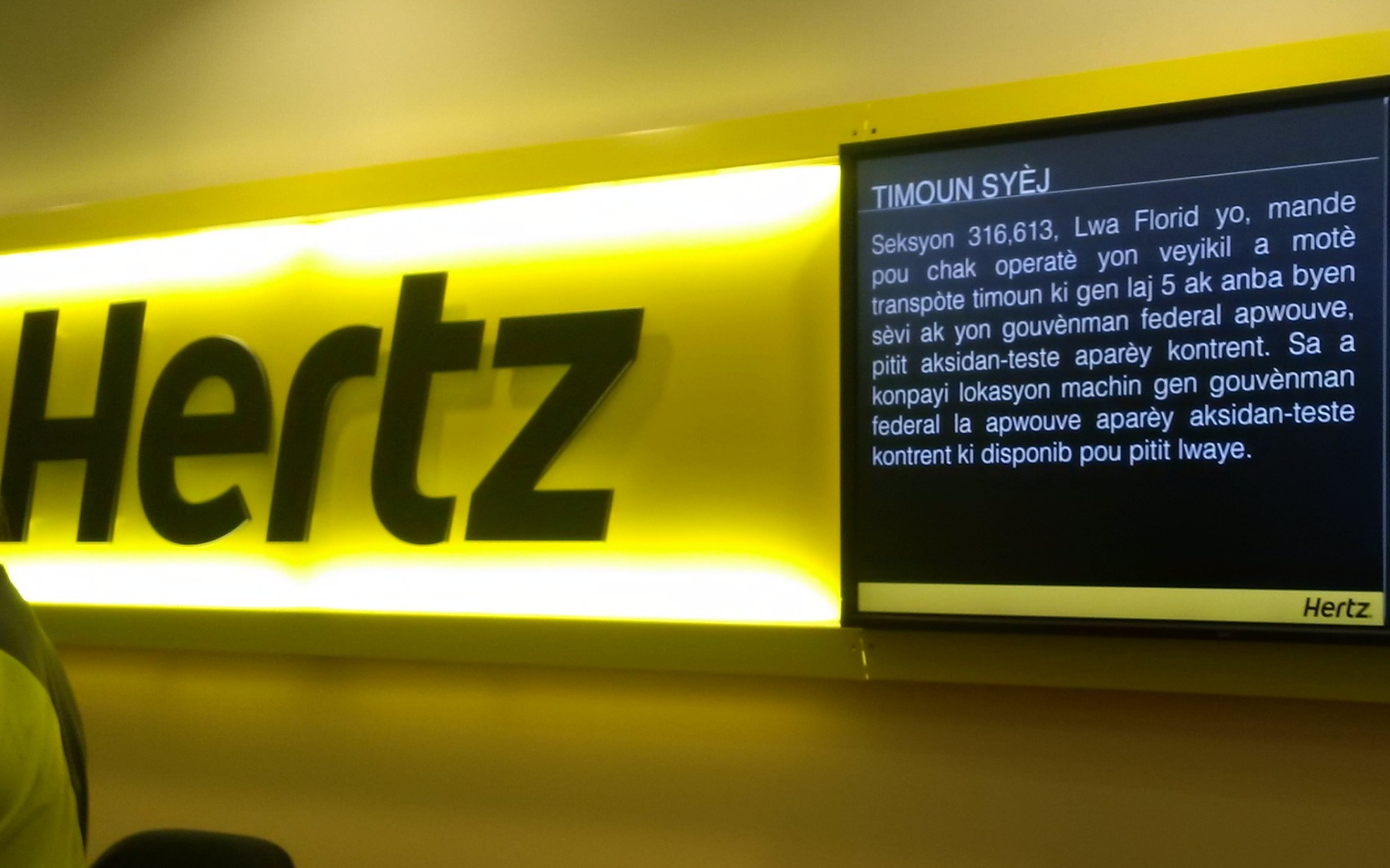
Гаїтянська креольська мова на стійці прокату автомобілів у Сполучених Штатах

Крео́льські мо́ви — мови, що сформувалися на базі піджинів і стали рідними (першими) для певної спільноти своїх носіїв.
Процес формування піджину (піджинізація) проходить в умовах ситуативно обмежених контактів носіїв мови-джерела з носіями інших не схожих на неї мов. Піджин може стати рідною мовою для деякого етносу, розширюючи при цьому свої комунікативні функції, ускладнюючи структуру, перетворюючись на «нормальну» мову. Процес перетворення піджину на креольську мову називають креолізацією.
Креольські мови поширені в Африці, Азії, Америці і Океанії (25-30 млн мовців).
Наприклад, на базі англомовних піджинів сформувалися креольські мови джагватаак (Ямайка), сранан-тонго (Суринам), сарамакка і джука (Суринам), гаянська креольська мова (Гаяна), кріо (Сьєрра-Леоне, Гамбія та Екваторіальна Гвінея), ток-пісін (Папуа Нова Гвінея), сингліш (Сінгапур) креольські мови Соломонових Островів, Тринідаду і Тобаго та ін.; на французькій основі — креольські мови Гаїті, Маврикію, Сейшельських островів, Гваделупи, Мартиніки, Гренади тощо; на іспанській основі — пап'яменто (острови Аруба, Бонайре, Кюрасао), замбоангеньйо, кавітеньйо, тернатеньйо (Філіппіни) тощо; на португальській основі — креольські мови Гвінеї-Бісау та Кабо-Верде, Сенегалу та ін.
В Африці та Океанії існують мови, частково подібні за своєю структурою до креольських мов, але сформовані у процесі взаємодії між автохтонними мовами, без піджинізації, наприклад санго (ЦАР), кітуба (Заїр, на базі мови кіконго), хірі-моту (Папуа Нова Гвінея, на базі мови моту) та інші. Такі мови називають креолізованими або койнезованими (див. Койне).

## Історія

### Етимологія
Термін креольська мова походить від французького слова créole, який є спорідненим з іспанським терміном criollo та португальським crioulo, усі походять від дієслова criar («розводити» або «вирощувати»), яке походить від латинського дієслова creare («виробляти, створювати»). Конкретне значення цього терміна було введено в XVI-XVII століттях, під час великого розширення європейської морської могутності та торгівлі, що призвело до заснування європейських колоній на інших континентах.
Терміни criollo та crioulo спочатку використовувалися в іспанських і португальських колоніях, щоб відрізнити членів етнічної групи, які народилися та виросли на місці, від тих, хто іммігрував у дорослому віці. Найчастіше вони застосовувалися до громадян колоніальної держави, напр. щоб відрізнити españoles criollos (людей, які народилися в колоніях від іспанських предків) від españoles peninsulares (народжених на Піренейському півострові, тобто в Іспанії). Однак у Бразилії цей термін також використовувався для розрізнення negros crioulos (чорношкірих, які народилися в Бразилії від предків африканських рабів) і negros africanos (народжених в Африці). З часом цей термін та його похідні втратили родове значення та стали власною назвою багатьох різних етнічних груп, які розвинулися на місцевому рівні із спільнот іммігрантів. Отже, спочатку термін "креольська мова" означав мову будь-якого з цих креольських народів.

### Географічне поширення
Як наслідок колоніальної європейської торгівлі, більшість відомих європейських креольських мов виникли в прибережних районах екваторіального поясу по всьому світу, включаючи Америку, Західну Африку, Гоа вздовж західної Індії та вздовж Південно-Східної Азії до Індонезії, Сінгапуру, Макао, Гонконгу, Філіппін, Малайзії, Маврикію, Реюньйону, Сейшельських островів та Океанії.
Багато з цих креольських наразі вимерли, але деякі ще використовуються у Карибському басейні, на північному та східному узбережжях Південної Америки, у Західній Африці, Австралії, на Філіппінах, острівних країнах, таких як Маврикій і Сейшельські острови та в Індійському океані.
Атлантичні креольські мови засновані на європейських мовах з елементами африканських і, можливо, індіанських мов. Креольські мови Індійського океану засновані на європейських мовах з елементами малагасійської та, можливо, інших азійських мов. Однак існують креольські мови, як-от нубі та санго, які походять виключно з неєвропейських мов.

### Соціально-політичний статус
Через загалом низький статус креольських народів в очах колишніх європейських колоніальних держав, креольські мови зазвичай розглядалися як «вироджені» мови або, в кращому випадку, як рудиментарні «діалекти» політично домінуючих батьківських мов. Через це слово «креольський» зазвичай використовувалося лінгвістами як опозиція до «мови», а не як визначення для нього.
Однак через соціальні, політичні та академічні зміни, викликані деколонізацією в другій половині XX століття, креольські мови пережили відродження в останні кілька десятиліть. Їх все частіше використовують у пресі та кіно, і в багатьох випадках їхній суспільний престиж різко зріс. Насправді деякі стандартизовані й використовуються в місцевих школах та університетах по всьому світу. Водночас лінгвісти зробили висновок, що креольські мови ні в чому не поступаються іншим мовам. Тепер вони використовують термін «креольська мова» для будь-якої мови, яка, ймовірно, зазнала креолізації, терміни, які тепер не передбачають жодних географічних обмежень чи етнічних упереджень.

## Основні креольські мови
- Гаїтянська креольська мова
- Гвіанська креольська мова
- Креольська мова (Маврикій)
- Креольська мова (Реюньйон)